# Zahia Ziouani
Zahia Ziouani (París, 27 de juny 1978) és una directora d'orquestra francesa, germana bessona de la violoncel·lista Fettouma Ziouani.

## Biografia
Zahia Ziouani va néixer el 27 de juny de 1978 a París, de pares algerians. El 1981, la seva família es va traslladar a Pantin, on ella encara resideix. A l'edat de 8 anys, ja dirigia el cor de la seva escola i prenia classes de guitarra al conservatori. Als 12 anys, va començar a aprendre a tocar la viola i es va unir a l'orquestra d'estudiants, després va estudiar per a directora professional.

### Carrera artística
Ziouani és llicenciada en anàlisi musical, orquestració i musicologia per la Universitat de París-Sorbona, i ha obtingut diversos diplomes de conservatori en viola, guitarra clàssica i música de cambra.
Zahia Ziouani s'ha format en direcció d'orquestra sota la tutela del mestre Sergiu Celibidache a la Schola Cantorum. El 1998, va fundar l'Orquestra Simfònica Divertimento, un projecte que ha dirigit amb èxit tot reunint músics i professors d'instruments de l'Illa de França. El seu talent i compromís també l'han portat a ser designada com a primera cap d'orquestra convidada de l'Orquestra Nacional d'Algèria el 2007, en ocasió de l'esdeveniment «Alger, capital de la cultura àrab».
Ha participat en una gran quantitat de concerts al costat de solistes reconeguts com Raphaël Pidoux, Jean-Marc Phillips-Varjabédian, Tedi Papavrami, Xavier Phillips, Deborah Nemtanu, Sophie Koch, Ferruccio Furlanetto, Patrick Messina, Michel Moraguès, Adam Laloum, Raphaël Diluka Diman, entre d'altres, i ha actuat en escenaris d'alt prestigi com la Sala de concerts de la Cité de la Musique, la Salle Pleyel, l'Olympia, la Basílica de Saint-Denis, el Teatre Nacional d'Algèria, el Palais Stéphanie de Canes, entre d'altres.
Durant el període del 2010 al 2013, Zahia Ziouani va dirigir diverses prestigioses agrupacions com l'Orquestra Nacional del País del Loira, la Filharmònica Nacional de Bòsnia i Hercegovina, l'Orquestra Nacional de Canes, la Filharmònica Juvenil de la Comunitat Àrab, l'Orquestra Simfònica del Caire, i l'Orquestra Simfònica de Tunísia, així com altres orquestres de Polònia, Algèria i Mèxic.

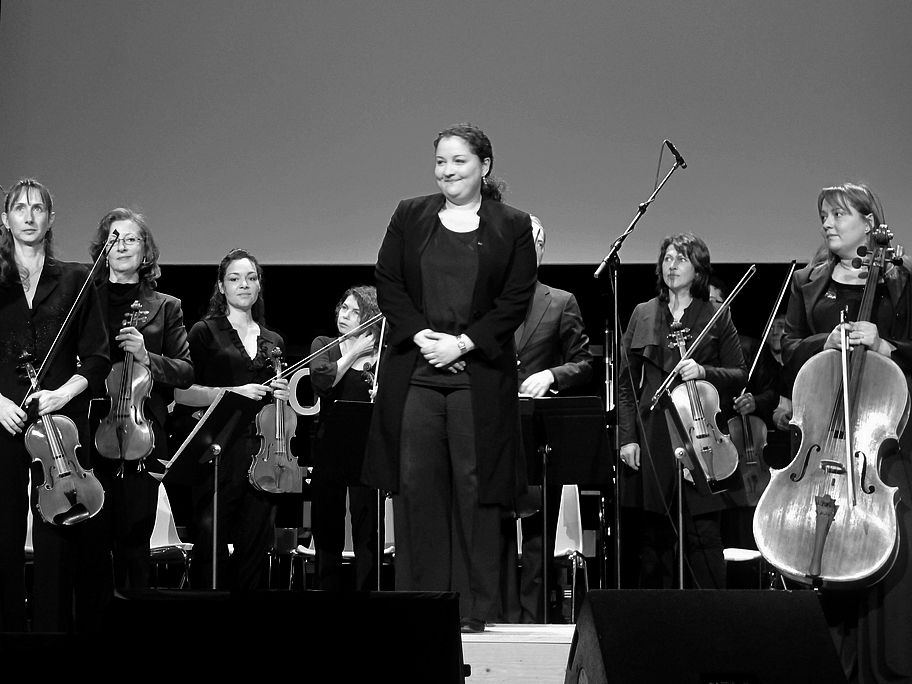
Zahia Ziouani en un concert el 28 de gener de 2012

El 2013, Zahia Ziouani va rebre una invitació per dirigir l'Orquestra Simfònica Divertimento en una actuació al Grand Théâtre de Provence, així com en diversos escenaris de la regió de Provença-Alps-Costa Blava, com a part de les celebracions internacionals de Marsella-Provença 2013, Capital Europea de la Cultura.
Amb una gran sensibilitat cap als desafiaments d'accés a la cultura per a tots els públics, Zahia Ziouani sha implicat activament en accions i projectes de sensibilització de la ciutadania sobre la promoció de la música simfònica i lírica. A més, és part integrant de la direcció artística i educativa del projecte DEMOS (Sistema d'educació musical amb vocació social).
Ha actuat en nombrosos festivals a Rússia, Espanya, Alemanya, Txeca, Polònia, Bèlgica i Algèria i ha dirigit l'escola de música i dansa de Stains (Seine-Saint-Denis). El 2010, va ser nomenada membre del consell d'orientació del Museu d'Història de la Immigració.
Ha estat protagonista dels documentals Zahia Ziouani, une chef d'orchestre entre Paris et Alger, realitzat per Valérie Brégaint i produït en col·laboració amb Art France i emès per France2 i de Zahia Ziouani: Allegro dans le 93, dirigit por Marc Mopty i produït per France Télévisions.
El 2022, la seva vida va ser portada a la pantalla amb la pel·lícula Divertimento dirigida per Marie-Castille Mention-Schaar, on l'actriu Oulaya Amamra interpretava el seu paper.

## Distincions
- 2021 Oficial de L'Orde Nacional del Mèrit.[7]
- 2020 Les 40 Femmes Forbes 2020[11]
- 2014 Comenadora de l'Orde de les Arts i les Lletres de la República Francesa.[12]
- 2014 Premi Femme d'influence 2014.[13]
- 2006 Trophées de la réussite au féminin.[14]

## Publicacions
- Zahia Ziouani. La Chef d’orchestre (en francès). Éditions Anne Carrière, 2010, p. 211. ISBN 978-2-84337-567-5. BNF 42304726..
- Zahia Ziouani. D’une rive à l’autre (en francès). Édition Art, Aux reflets du temps, 2015, p. 194. ISBN 978-2916237329..